# Anupam Kher
Anupam Kher (* 7. březen 1955, Shimla, Indie) je indický herec.

## Počátky
Narodil se v Shimle v Indii. Navštěvoval D.A.V. School a národní školu herectví.

## Kariéra
Před kamerou se poprvé objevil v roce 1982 ve filmu Apmaan. Českým divákům může být znám z několika celovečerních úspěšných filmů. K těm patří snímky jako Blafuj jako Beckham, Co pro tebe znamenám nebo Terapie láskou.

## Ocenění
Za svou kariéru získal deset různých filmových ocenění, na dalších dvanáct byl nominován.

## Osobní život
V roce 1985 se oženil s herečkou Kirran Kher. Jeho bratr Raju Kher je také hercem.

## Vybraná filmografie

### Filmy
- 1982 - Apmaan
- 1989 - Parinda
- 1993 - Strach, Padouch
- 1994 - Co pro tebe znamenám
- 1995 - Statečné srdce získá nevěstu
- 1998 - Něco se děje
- 2002 - Blafuj jako Beckham
- 2004 - Moje velká indická svatba
- 2005 - Zamilovaný duch, Královna koření
- 2006 - Přiznej barvu
- 2007 - Touha, opatrnost
- 2008 - Láska na druhém konci
- 2009 - Ať srdce řekne hurá
- 2010 - Poznáš muže svých snů
- 2012 - Terapie láskou

### Televizní filmy
- 1984 - Kim

### Televizní seriály
- 1994 - Pohotovost
- 2002 - MI5
- 2018 - New Amsterdam